# Mangalia
Mangalia (turkiska: Mankalya) är en stad (municipiu) i länet Constanța i det historiska landskapet Dobrogea i sydöstra Rumänien. Staden ligger vid Svarta havet, inte långt från gränsen till Bulgarien. Den är en betydande hamnstad och en badort. Befolkningen uppgick år 2011 till 36 364. Platsen identifieras med det thrakiska Kallatis eller Acervetis.

## Historia
På 600-talet f.Kr. hette staden Acervetis och koloniserades av doriska greker från Heraklea Pontica (som själv var en dotterstad till Megara), samt av joner från Miletos. På 400-talet f.Kr., under den makedoniske kungen Amyntas III grundades en ny grekisk koloni vid namn Kallatis på platsen. Samhället blomstrade ända till slutet av den romerska perioden. Sedan 900-talet e.Kr. har staden av turkarna varit känd som Pangalia av turkarna, som Tomisovara av rumänerna och som Panglicara av grekerna.
Den har historiskt sett varit en av de viktigaste hamnarna på Svarta havets västkust. På 1300-talet hade den 30 000 invånare och drev livlig handel med Republiken Genua, men år 1900 hade invånarantalet sjunkit till 1 459, mest fiskare.

## Turism
I dag är Mangalia en kurort och ett turistmål för sol och bad. I staden finns en av Rumäniens äldsta moskéer och ett arkeologiskt museum. I det nybyggda Hotel President kan man i källaren beskåda sevärda utgrävningar av den antika staden.
Nära Mangalia hade den ledande bulgarisk-sovjetiske bolsjeviken Christian Rakovski sitt gods, innan han lämnade sina ägor för att bli revolutionär.

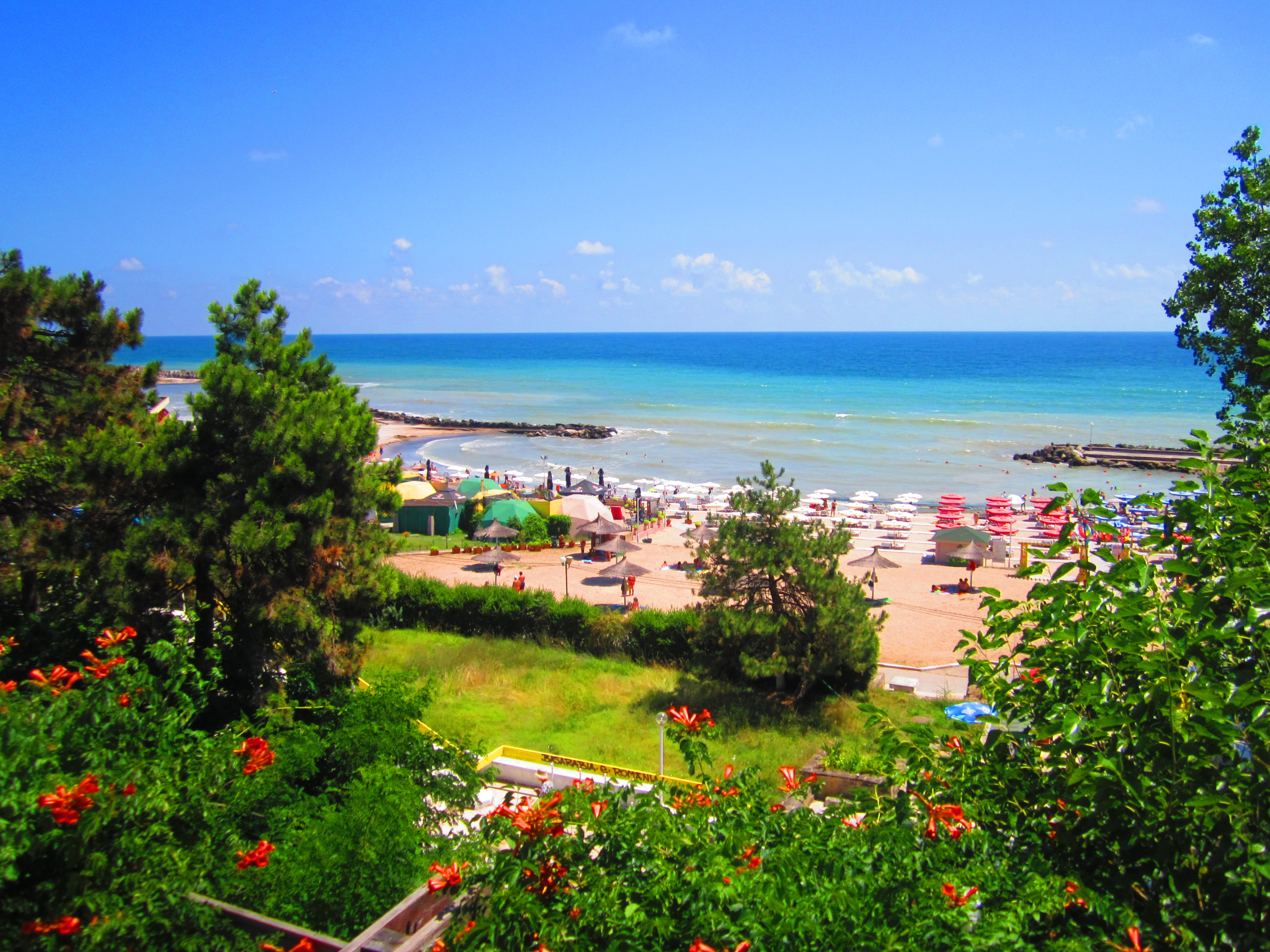
Stranden vid badorten Olimp, som utgör en del av stadskommunen Mangalia.

## Demografi
Befolkningsförändring
- 1300-tal: 30 000
- 1900: 1 459
- 1977: 26 821
- 1992: 43 960
- 2002: 40 150
- 2003: 41 153
- 2011: 36 364